# Крамской, Николай Иванович
Никола́й Ива́нович Крамско́й (3 ноября 1863, Санкт-Петербург — 1938) — русский архитектор, старший сын живописца Ивана Николаевича Крамского. Служил архитектором при Министерстве императорского двора.

## Биография
Родился в Санкт-Петербурге 26 октября (7 ноября) 1863 года в семье Ивана Николаевича Крамского. В феврале 1880 года вместе с младшим братом Анатолием был принят в филологическую гимназию при Санкт-Петербургском историко-филологическом институте. В 1882 году поступил на физико-математический факультет Санкт-Петербургского университета, но в следующем году перешёл в Академию художеств.
В 1886 году окончил курс наук. Получил медали: в 1887 году — две серебряных; в 1888 году — малую поощрительную; в 1890 году — одну серебряную; 29 мая 1891 года получил звание классного художника 3-й степени; 28 октября 1891 года — звание классного художника 2-й степени; 27 октября 1892 года — звание классного художника 1-й степени.
В 1894 году был назначен помощником архитектора А. Ф. Красовского. До 1924 года работал архитектором при Зимнем дворце.
С 1897 по 1924 и с 1929 по 1931 год жил в доме 30 по Дворцовой набережной.

## Работы

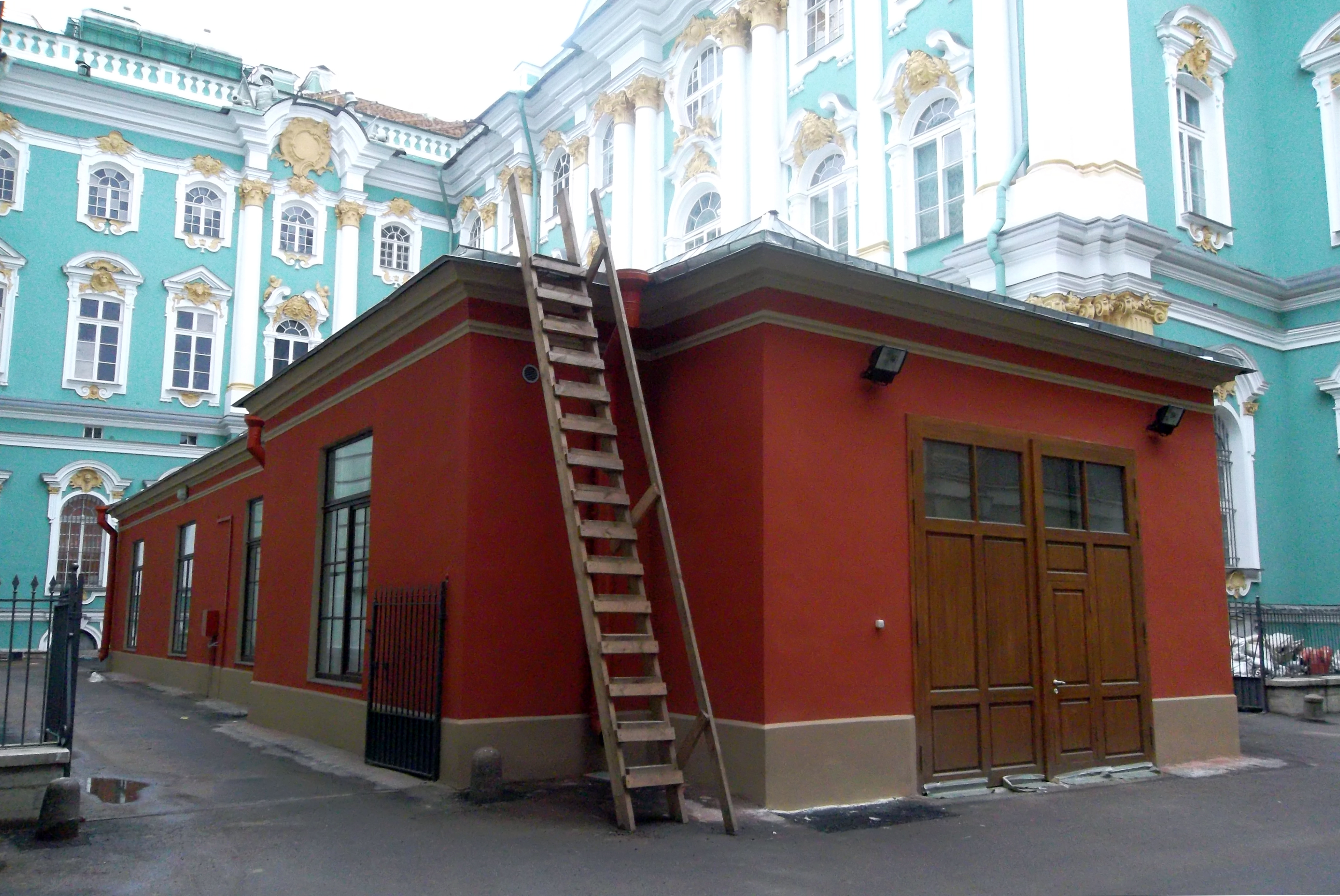
Эрмитажный Гараж в Западине Чёрного проезда Зимнего дворца

- Эрмитажный гараж (1910—1911) в Санкт-Петербурге — самое раннее из известных зданий, построенное из шлакоблоков[6].
- Сад, примыкающий к западному фасаду Зимнего дворца (1896—1901).
- Обустройство жилых покоев Зимнего дворца (1899—1905).
- Перестройка Острогожской художественной галереи (1910) в Острогожске[1].